# Filiatra
Filiatra (in greco Φιλιατρά?) è un ex comune della Grecia nella periferia del Peloponneso di 9 334 abitanti secondo i dati del censimento 2001.
È stato soppresso a seguito della riforma amministrativa detta Programma Callicrate in vigore dal gennaio 2011 ed è ora compreso nel comune di Trifyllia.
Vi esiste una copia della Torre Eiffel.

## Località
Il Filiatra è divisa nelle seguenti comunità:
- Chalazoni
- Christianoupoli
- Exochiko
- Filiatra
- Mali
- Plati